# Кирисима Тэцуо
Кирисима Тэцуо (яп. 霧島 鐵力, урожденный Бямбачулуун Лхагвасурэн; род. 24 апреля 1996, Улан-Батор, Монголия); до 31 мая 2023 был известен как Кирибаяма Тэцуо — монгольский профессиональный сумоист, выступающий за хэя Отоваяма.
Дебютировал в профессиональном сумо в 2015 году, в 2019 достиг высшего дивизиона макуути. Обладатель двух Кубков императора (март и ноябрь 2023).
31 мая 2023 года решением Японской ассоциации сумо был повышен до ранга одзэки (второго по значимости после ёкодзуны ранга в сумо). Тогда же сменил сикону на Кирисима. Утратил ранг одзэки спустя шесть турниров.

## Ранняя биография
Родился в семье кочевников из аймака Дорнод. Его отец был пастухом, Лхагвасурэн с детства помогал ему, много передвигаясь на лошади, что способствовало укреплению и накачиванию ног (впоследствии это очень пригодилось Кирибаяме в сумо). Имя Лхагвасурэн являлось отсылкой на имя его деда — Ятамсурэна, который был известным борцом, занимавшимся монгольской борьбой. В возрасте 17 лет Лхагвасурэн переехал в Улан-Батор, чтобы заниматься там монгольской борьбой и дзюдо.
В 2014 году 18-летний борец вместе с 5 другими монголами был приглашен в Японию на просмотр в сумоистскую организацию Митиноку, хотя до этого он не имел опыта в сумо, а также при росте 180 сантиметров имел нехарактерный для сумоиста вес — менее 70 килограммов. Глава хэя, бывший одзэки Кирисима, отметил, что Лхагвасурэн был лучшим из пяти приехавших бойцов, однако отказался его брать, так как на тот момент Лхагвасурэн постоянно проживал в Монголии, поэтому ояката Митиноку сперва не захотел брать иностранца. Последним на тот момент иностранцем, представлявшим хэя в профессиональном сумо, был монгол Хакуба, который в 2011 году был со скандалом принужден уйти в отставку, будучи обвиненным в подстройке договорных матчей.
Однако Лхагвасурэн хотел заниматься сумо, поэтому он принял решение переехать в Японию. Узнав об этом, ояката Митиноку согласился взять юношу, назначив ему в феврале 2015 года повторный просмотр. Вскоре после этого монгольский борец урегулировал визовые вопросы и в марте 2015 года получил право выступать в профессиональном сумо. Однако так как он не успел попасть в бандзукэ к мартовскому турниру Хару басё, он получил статус бандзукэ-гаи.

## Карьера в сумо

### ПодсиконойКирибаяма
В мае 2015 года состоялся дебют Кирибаямы во «входной лиге» маэдзумо. С июля он начал выступать в младшей лиге дзёнидан. За три турнира добрался до третьей лиги макусита, при этом в ноябре 2015 года со счетом 7-0 выиграв турнир в лиге сандаммэ. Однако далее у Кирибаямы начались проблемы с коленями, турнир в июле 2016 года он был вынужден пропустить из-за травмы. В это время он постоянно перемещался между лигами макусита и сандаммэ. С ноября 2016 года ему удалось закрепиться в третьем дивизионе, но, даже несмотря на победу в нем со счетом 7-0 в мае 2018 года, он три года не мог продвинуться дальше.
В марте 2019 года впервые выступил во втором по значимости дивизионе — дзюрё. Таким образом он стал первым сэкитори (то есть, бойцом одного из двух высших дивизионов) для хэя Митиноку с января 2008 года (тогда это удалось Кириновака). Чемпионатов в дзюрё не выигрывал, хотя был близок — со счетом 11-4 в последний день турнира Кюсю басё в ноябре 2019 года делил первое место с Адзумарю, Икиои и Кайсэем, но проиграл в дополнительном финальном турнире Адзумарю. Преодолев дивизион за 5 турниров, к январю 2020 года заслужил «прописку» в макуути — высшем сумоистском дивизионе. На первом же турнире показал результат 11-4 и добился специального приза канто-сё за боевой дух. На следующем турнире после 10 дня имел статистику 4-6, однако сумел добиться серии из пяти побед, зафиксировав счет 9-6 и снова заслужив повышение. В ноябре 2020 года был повышен до первого маэгасиры, но сразу же утратил этот статус, показав статистику 3-12 — худшую за его карьеру.
В ноябре 2021 года впервые попал в санъяку (категорию высших рангов в сумо), получив ранг комусуби. Он стал первым с 2015 года монголом (после Тамаваси и Тэрунофудзи), добравшимся до санъяку. Однако на следующем турнире лишился этого ранга, зафиксировав счет 6-9.
С 2022 года Кирибаяма начал показывать стабильно высокие результаты. На мартовском и майском турнирах в этом году он оба раза показал положительную статистику 10-5 и до конца года фиксировал только кати-коси (преобладание побед над поражениями). Турнир Хацу басё в январе 2023 года Кирибаяма закончил со счетом 11-4, заняв второе место и уступив лишь действующему одзэки Такакэйсё. При этом он был награжден премией гино-сё за техническое совершенство, а затем повышен в ранг сэкивакэ. В 15 день мартовского турнира Хару басё Кирибаяма имел статистику 11-3, в то время, как его основной оппонент, Дайэйсё, шел со счетом 12-2. В последнем поединке Кирибаяма победил Дайэйсё, сравняв их счета. Кирибаяма и Дайэйсё сразились в дополнительном финальном поединке кэттэй-сэн, в котором верх одержал также Кирибаяма. Таким образом он выиграл первый в своей карьере Кубок императора. Кроме того, во второй раз подряд он был премирован гино-сё. Он стал девятым монголом в истории сумо, победившим в высшем дивизионе. Имея 23 победы за последние два турнира, Кирибаяма был назван претендентом на повышение в ранг одзэки. Для этого на майском турнире Нацу басё ему необходимо было одержать не менее 10 побед. В итоге Кирибаяма показал статистику 11-4 и в третий раз подряд был награжден гино-сё.

### Повышение в рангодзэкии смена сиконы
31 мая 2023 года на внеплановом заседании Совет директоров Японской ассоциации сумо присвоил Кирибаяме второе иерархическое звание в сумо — одзэки, а также одобрил смену его сиконы (борцовского псевдонима) на Кирисима. Под этой сиконой в XX веке был известен одзэки Кирисима Кадзухиро, глава хэя Митиноку и наставник Кирибаямы. За день до этого председатель Комитета по делам, имеющих отношение к ёкодзунам, Масаюки Ямаути пожелал новому одзэки не останавливаться на достигнутом и «замахнуться с помощью своего боевого духа на титул ёкодзуна». Однако первый же турнир в новом статусе для Кирисимы сложился неудачно — в день начала басё, когда график поединков уже был составлен, Кирисима был вынужден сняться из-за травмы бедра (из-за чего ему было засчитано одно поражение) и пропустить еще два дня. На четвертый день он вернулся на турнир, однако не смог одержать 8 побед, поэтому на сентябрьский турнир 2023 года вышел в статусе кадобан-одзэки. Ему необходимо было одержать не менее 8 побед, чтобы сохранить высокий ранг. С этой задачей Кирисима справился, закончив Аки басё со статистикой 9-6.
На ноябрьском турнире Кюсю басё 2023 года выиграл свой второй Кубок императора, завершив турнир со статистикой 13-2. 27 ноября 2023 года глава Ёкосина (Комитета по делам, имеющим отношение к ёкодзунам) Масаюки Ямаути похвалил Кирисиму и сообщил, что Комитет не против наделения того неофициальным статусом цунатори — претендента на повышение до высшего ранга в сумо. На турнире в январе 2024 года Кирисима боролся за право стать ёкодзуной, до предпоследнего турнирного дня сохранял шансы на Кубок императора, но затем уступил поочередно сэкивакэ Котоноваке и действующему ёкодзуне Тэрунофудзи, которые заняли, соответственно, второе и первое места на турнире. Кирисима же упустил шанс подняться на высшую ступень в сумоистской иерархии.
По итогам турнира в марте 2024 года показал статистику 5-10 (зафиксировал макэкоси) и во второй раз попал в кадобан.
28 марта 2024 года Совет директоров Японской ассоциации сумо утвердил переход Кирисимы из хэя Митиноку в хэя Отоваяма. Переход был связан с достижением наставником Митиноку, бывшим одзэки Кирисимой Кадзухиро, возраста 65 лет, предельного для исполнения обязанностей руководителя хэя. Кирисима перешел в школу, возглавляемую бывшим ёкодзуной Какурю. Было объявлено, что Кирисима Кадзухиро, наставник своего тёзки, также продолжит работу в хэя Отоваяма в качестве младшего тренера до достижения 70-летнего возраста.

### Разжалование изодзэки
Майский турнир 2024 года прошел для Кирисимы крайне неудачно. За первые семь дней турнира он одержал всего одну победу, и на седьмой день принял решение сняться. Так как на турнире он находился в статусе кадобан-одзэки и не добился восьми побед, к турниру в июле 2024 года он был разжалован до ранга сэкивакэ, при этом получив право «ускоренно» вернуть утраченный ранг — чтобы снова стать одзэки, Кирисима должен был одержать не менее 10 побед, однако добился всего 8 побед, поэтому не смог вернуть второе иерархическое звание в сумо.
На сентябрьском турнире 2024 года показал статистику 12-3, отстав от победителя (Оносато) всего на 1 победу и разделив второе место с маэгасирой Вакатакакагэ.
На турнире в ноябре 2024 года зафиксировал макэкоси со статистикой 6-9, что ознаменовало для борца разжалование из санъяку (категории высших рангов в сумо). Впервые с июля 2022 года Кирисима был поставлен на позицию маэгасиры к январскому турниру 2025 года. На январском турнире заслужил второй в своей карьере специальный приз канто-сё за боевой дух.

## Стиль боя

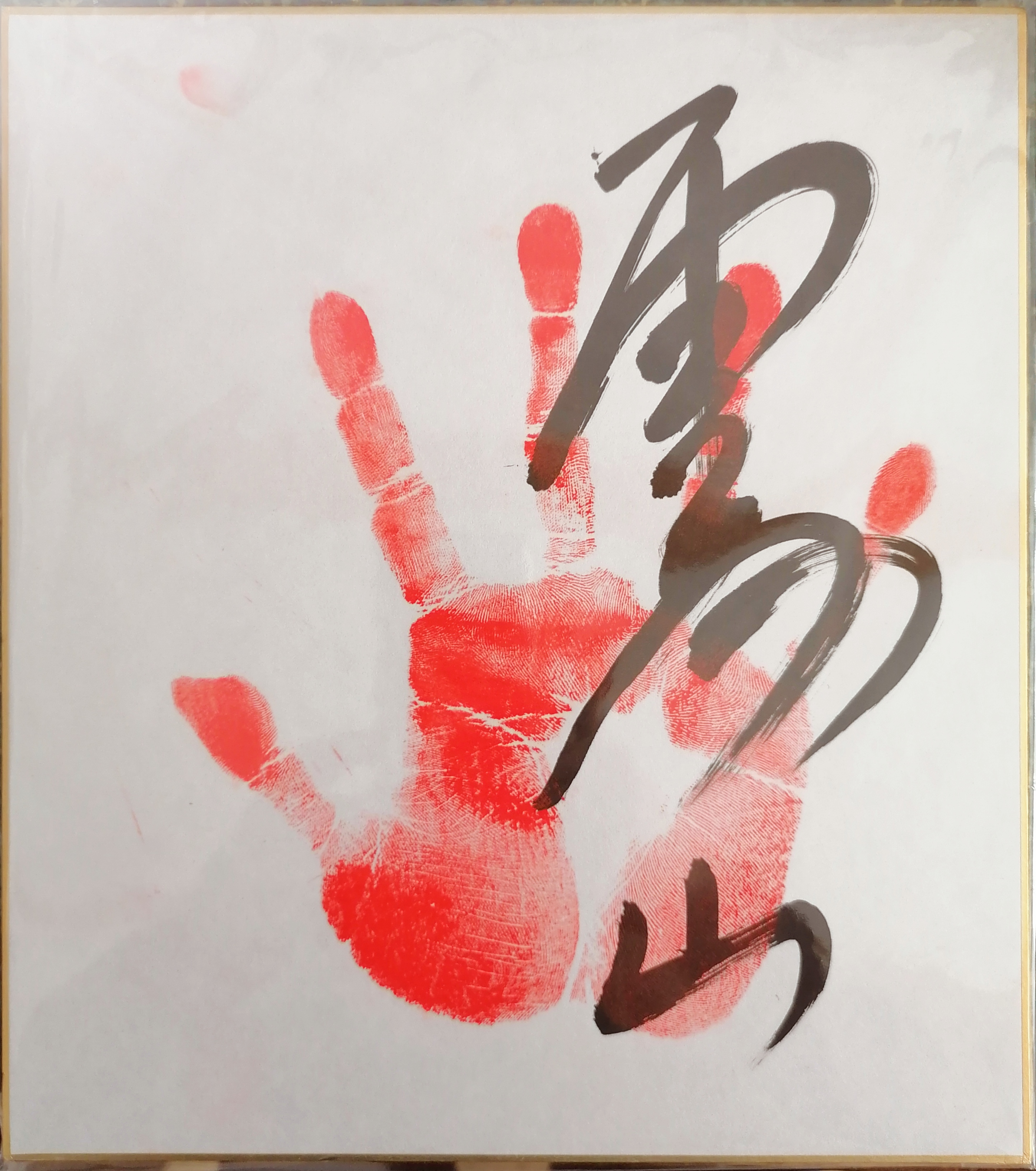
Тэгата (отпечаток руки с подписью «Кирибаяма»)

Кирисима предпочитает вести бой, используя захват хидари-ёцу, при котором маваси (пояс) соперника захватывается правой рукой под разноименной рукой противника, в то время как левой рукой осуществляется захват над правой противника. Его наиболее частыми кимаритэ (победными приемами) являются ёрикири (вытеснение за круг при обоюдном захвате) и броски типа нагэ (наиболее частый из них — уватэнагэ, то есть сбивание или бросок вперёд-вниз захватом маваси сверху руки). Также периодически Кирисима применяет хатакикоми (выведение из равновесия толчком в плечо, спину или руку сверху вниз).
После перехода в макуути вес Кирисимы увеличился со 130 до 140 килограммов, что сделало его сумоистом среднего веса. Однако периодически против массивных соперников он продолжает полагаться на приемы «легковесных» сумоистов, используя свои скоростные данные и ловко работая ногами.

## Результаты выступлений
| Год в сумо | Январь Хацу басё, Токио      | Март Хару басё, Осака     | Май Нацу басё, Токио      | Июль Нагоя басё, Нагоя                            | Сентябрь Аки басё, Токио   | Ноябрь Кюсю басё, Фукуока |
| --- | ---------------------------- | ------------------------- | ------------------------- | ------------------------------------------------- | -------------------------- | ------------------------- |
| 2015 | x                            | x                         | (Маэдзумо)                | Дзёнокути #20 запада 5–2                          | Дзёнидан #67 запада 6–1    | Сандаммэ #96 запада 7–0   |
| 2016 | Макусита #59 запада 3–4      | Сандаммэ #12 востока 4–3  | Сандаммэ #3 востока 6–1   | Макусита #30 востока Пропустил из-за травмы 0–0–7 | Сандаммэ #11 востока 6–1   | Макусита #35 востока 5–2  |
| 2017 | Макусита #20 востока 5–2     | Макусита #12 запада 3–4   | Макусита #18 востока 6–1  | Макусита #10 востока 3–4                          | Макусита #14 запада 0–1–6  | Макусита #49 запада 6–1   |
| 2018 | Макусита #21 запада 4–3      | Макусита #16 запада 2–5   | Макусита #35 запада 7–0   | Макусита #3 запада 3–4                            | Макусита #6 востока 3–4    | Макусита #12 запада 6–1   |
| 2019 | Макусита #1 запада 4–3       | Дзюрё #14 запада 9–6      | Дзюрё #11 запада 8–7      | Дзюрё #9 запада 10–5                              | Дзюрё #4 запада 7–8        | Дзюрё #5 запада 11–4–P    |
| 2020 | Маэгасира #17 востока 11–4 Д | Маэгасира #8 запада 9–6   | Отмена басё 0–0–15        | Маэгасира #3 запада 6–9                           | Маэгасира #5 востока 9–4–2 | Маэгасира #1 востока 3–12 |
| 2021 | Маэгасира #8 запада 8–7      | Маэгасира #4 востока 7–8  | Маэгасира #4 востока 6–9  | Маэгасира #6 запада 9–6                           | Маэгасира #2 запада 9–6    | Комусуби запада 6–9       |
| 2022 | Маэгасира #1 запада 6–9      | Маэгасира #4 востока 10–5 | Маэгасира #2 востока 10–5 | Маэгасира #1 востока 8–7                          | Комусуби запада 9–6        | Комусуби запада 8–7       |
| 2023 | Комусуби востока 11–4 Т      | Сэкивакэ востока 12–3–P Т | Сэкивакэ востока 11–4 Т   | Одзэки запада 6–7–2                               | Одзэки востока 9–6         | Одзэки запада 13–2        |
| 2024 | Одзэки востока 11–4          | Одзэки востока 5–10       | Одзэки запада 1–6–8       | Сэкивакэ востока 8–7                              | Сэкивакэ востока 12–3      | Сэкивакэ востока 6–9      |
| 2025 | Маэгасира #1 запада 11–4 Д   | Комусуби востока 8–7      | Сэкивакэ запада 11–4 Т    | Сэкивакэ запада 8–7                               | Ещё не состоялся           | Ещё не состоялся          |
| Результат приведен как победил-проиграл-снялся Юсё (победа) Дзюнъюсё (второе место) Интай (отставка) Не выступал в макуути Специальные призы: Д=За боевой дух (Канто-сё); В=За выдающееся выступление (Сюкун-сё); Т=За техническое совершество (Гино-сё) Ещё показаны: ★=Кимбоси; P=Участие в дополнительном финале Лиги: Макуути — Дзюрё — Макусита — Сандаммэ — Дзёнидан — Дзёнокути Ранги макуути: Ёкодзуна — Одзэки — Сэкивакэ — Комусуби — Маэгасира |                              |                           |                           |                                                   |                            |                           |